# 서정초등학교 (전남)
서정초등학교는 대한민국 전라남도 해남군에 있는 초등학교다.

## 학교 연혁
- 1965. 01. 05 군곡초등학교 서정분교장 설립인가
- 1966. 10. 22 개교
- 1969. 03. 01 서정초등학교 독립인가
- 1994. 09. 01 송지초등학교 서정분교장 격하
- 2011. 03. 01 전남 무지개학교 지정(2015. 02. 28.까지)
- 2014. 12. 01 무지개학교 재지정(2017. 02. 28.까지)
- 2015. 03. 01 서정초등학교로 본교 승격
- 2015. 03. 01 이봉선 학교장 부임
- 2017. 03. 01 오명륜 학교장 부임